# Göran Sedvall
Göran "Dallas" Sedvall, född 15 juni 1941 i Söderhamn, död 12 augusti 2017, var en svensk bandyspelare.
Göran Sedvall spelade huvuddelen av sin aktiva tid i Brobergs IF, men gjorde också en sejour på 1960-talet i Falu BS. Han debuterade i Broberg 1955 (som 14-åring) och avslutade sin spelarkarriär i klubben 1979, efter en förlust mot Boltic i SM-finalen.
Sedvall fick sitt smeknamn "Dallas" av sina äldre kamrater, på grund av sitt stora intresse för film – särskilt västernfilm.

## Meriter
- SM - 4 gånger (1963, 1964, 1976, 1977)
- Landskamper - 57[1]
- VM - deltog 5 gånger
- Stor grabb - nr 128
- Valdes in i svensk bandys Hall of Fame 2014

## Övrigt
- En staty föreställande Göran Sedvall tillverkad i plywood av Sven-Erik Forsgren finns vid Brobergs hemmaplan Hällåsens vinteranläggning.
- Säsongerna 1969/70–1970/71 spelade han i Mjölby AIF
- Säsongen 1964–1965 spelade han i Falu BS
- Han spelade sin sista match i Pilgrimstads IF några år efter att han avslutat karriären i Broberg.